# Erebia neoridas
Erebia neoridas är en fjärilsart som beskrevs av Freyer 1833. Erebia neoridas ingår i släktet Erebia och familjen praktfjärilar. Inga underarter finns listade i Catalogue of Life.